# Girabolhos
Girabolhos é uma povoação portuguesa sede da Freguesia de Girabolhos do Município de Seia, freguesia com 17,88 km² de área e 241 habitantes (censo de 2021), tendo, por isso, uma densidade populacional de 13,5 hab./km².

## História
Pertenceu durante muito tempo à diocese de Coimbra (até 1882) e também ficou a pertencer à freguesia de Tourais até se constituir em freguesia própria. 

## Demografia
A população registada nos censos foi:
| Distribuição da População por Grupos Etários | Distribuição da População por Grupos Etários | Distribuição da População por Grupos Etários | Distribuição da População por Grupos Etários | Distribuição da População por Grupos Etários |
| -------------------------------------------- | -------------------------------------------- | -------------------------------------------- | -------------------------------------------- | -------------------------------------------- |
| Ano                                          | 0-14 Anos                                    | 15-24 Anos                                   | 25-64 Anos                                   | > 65 Anos                                    |
| 2001                                         | 71                                           | 75                                           | 208                                          | 128                                          |
| 2011                                         | 20                                           | 27                                           | 128                                          | 142                                          |
| 2021                                         | 11                                           | 10                                           | 93                                           | 127                                          |

## Lugares
A freguesia de Girabolhos é constituída pelos lugares de Girabolhos e Ortigueira.
Aqui encontramos alguns sítios com algum interesse histórico, nomeadamente:
- Capela da Senhora da Cabeça: Antiga igreja paroquial;
- Igreja Matriz: datada do fim do século XIX esta ampla igreja é constituída por uma nave e uma capela-mor. Seu órago é Santa Justa. O seu grande benfeitor foi António Fernandes de Castro (1855-1916) ao dobrar o valor que o pároco João Dias de Oliveira (1833-1916) conseguiu levantar junto aos moradores da freguesia para da construção da igreja;
- Capela de São Nicolau: capela seiscentista com fachada principal, que termina em empena com uma cruz no topo, é de destacar o campanário rematado por um emolduramento de volutas e uma cruz latina no topo;
- Capela da Ortigueira: cujo órago é São Simão;
- Casa de Girabolhos: também chamada de "Solar dos Oliveira" pois pertenceu durante muitos anos a António Fernandes d'Oliveira (1899-1985). Durante o início do século 19 foi morada do Dr. Agostinho de Mendonça Falcão de Sampaio Coutinho Póvoas (1783-1854) e sua esposa, D. Maria Miquelina Ferreira da Cunha Ferrão (1793-1831).

## Atividade Mineira
Na freguesia de Girabolhos existe uma área mineira da Fontinha, que foi explorada de 1989 a 1991. Em 2015 sofreu uma intervenção de remediação ambiental.